# Charles-Julien Lioult de Chênedollé

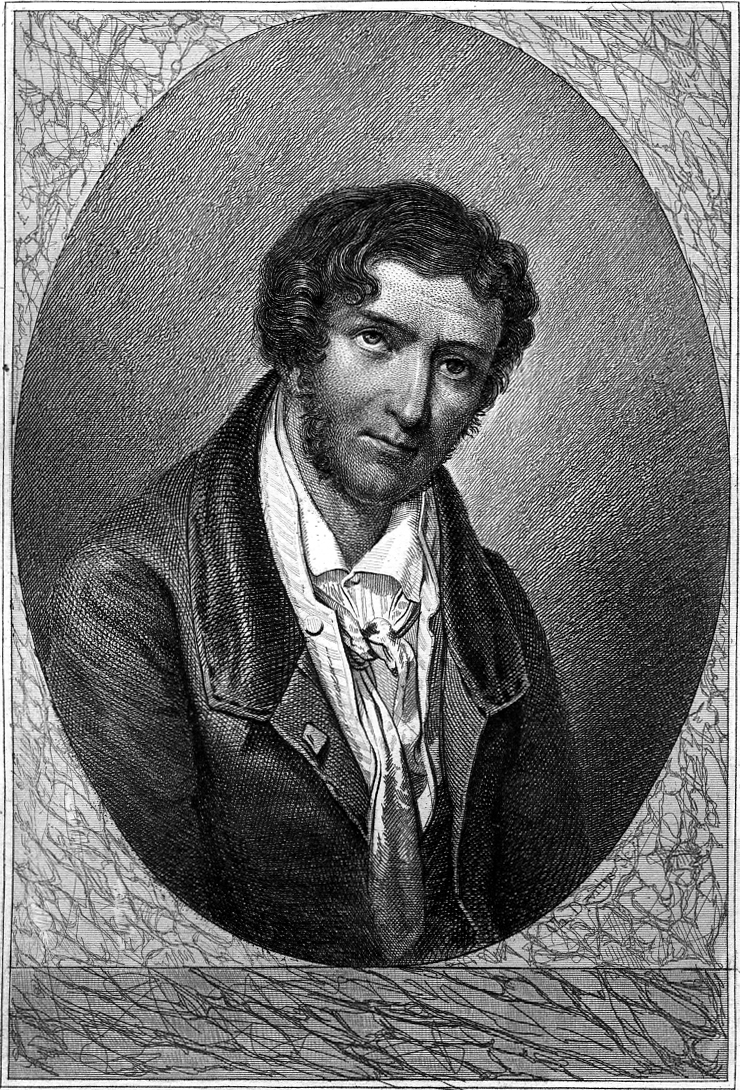
Charles-Julien Lioult de Chênedollé.

Charles-Julien Lioult de Chênedollé, född 4 november 1769 i Vire (departementet Calvados, död 2 december 1833 i Burcy (samma departement), var en fransk poet.
Chênedollé var en av de sista företrädarna för 1700-talets natursvärmeri. Påverkad av Friedrich Gottlieb Klopstock, François-René de Chateaubriand och Jacques Henri Bernardin de Saint-Pierre utgav han 1807 lärodikten Le génie de l'homme, 1820 följd av diktsamlingen Études poétiques. Chênedollé stod högt i kurs hos de franska romantikerna. Hans Oeuvres complètes utgavs 1864 av Charles Augustin Sainte-Beuve.